# ハーレクインズ
ハーレクインズ（英: Harlequins）は、イングランドのロンドンに本拠地を置くラグビーユニオンクラブである。プレミアシップに所属。愛称はクインズ。

## 概要
かつてはNECがスポンサーであった。現在はDHLがメインスポンサーを務めている。
2005年7月、ラグビーリーグクラブのロンドン・ブロンコズとの提携関係を結び、スーパーリーグの2006シーズンから両クラブはトゥイッケナム・ストゥープの共用を開始した。契約の一環として、ブロンコズはハーレクインズ・ラグビーリーグに名称を変更した（2011年まで。その後はロンドン・ブロンコズに名称を戻した）。
2023年、ジャパンラグビーリーグワン三重ホンダヒートと戦略的パートナーシップを結んで翌2024年、同チームがハーレクインズへ遠征を行う。
過去に藤原優が所属していた。

## 歴史
1866年、ハムステッドFCとして創設。のちに頭文字の『H』を残しハーレクインズに名称変更。
2004-05シーズンにナショナル・ディビジョンワンに降格するも、2005-06シーズンはナショナル・ディビジョンワンで圧倒的な強さを見せて優勝し、2006-07シーズンはプレミアシップに復帰した。

## タイトル
- プレミアシップ 2011, 2020
- アングロ・ウェルシュカップ 1988, 1991
- 欧州チャレンジカップ 2001, 2004
- ナショナル・ディビジョン1 2006
- パワージェン・ナショナル・トロフィー 2006

## スコッド
2024-25シーズンのスコッド（2024年8月現在）
| フッカー - ジョージ・ヘッド - ジャック・ムスク - サム・リリー - ジャック・ウォーカー プロップ - フィン・バクター - ジョーダン・エルス(Jordan Els) - ウィル・ジョーンズ - シモン・ケロッド - ティティ・ラモシテレ - ディロン・ルイス - ジョー・マーラー - トム・オズボーン ロック - ジョージ・ハモンド - イルネ・へーベスト - マタス・ジャーヴィシャス(Matas Jurevicius) - ディノ・ラム - ジョー・ローンチブリー - ステファン・ルイス | フランカー/No.8 - ジェームズ・クリスホルム - チャンドラー・カニンガムサウス - アレックス・ドンブラント - ウィル・エバンス - ジャック・カニンガム - トム・ロウデー - ウィル・トレンホルム - アーキー・ホワイト スクラムハーフ - ダニー・ケア - ルイス・グジャルテマ - ウィル・ポーター フライハーフ - ジャロッド・エヴァンズ - マーカス・スミス | センター - レノックス・アンヤンウ - へーデン・ハイド - ウィル・ジェセフ - ルーク・ナイトモア ウイング - オスカル・ベアード - ニック・デイヴィット - カダン・ムーレイ フルバック - キャメロン・アンダーソン - タイロン・グリーン (ラグビー選手) - リー・ハーフペニー |
| | | |
| はキャプテン。 | | |

## 歴代所属選手
- ニック・イースター(Nick Easter)…イングランド代表54キャップ、2007・2011・2015W杯3大会連続出場。
- マアマ・モリティカ(Maama Molitika)…トンガ代表18キャップ、2007W杯出場。
- ティト・テバルディ(Tito Tebaldi)…イタリア代表36キャップ、現在はベネットン・ラグビーに所属。
- オリー・リンゼイ＝ヘイグ(Ollie Lindsay-Hague)…リオ五輪の7人制イギリス代表で銀メダル獲得。
- ニック・メイヒュー(Nic Mayhew)…現在はサンウルブズに所属。
- アサエリ・ティコイロトマ(Asaeli Tikoirotuma)…フィジー代表30キャップ、現在はフィジアン・ラトゥイに所属。
- ネタニ・タレイ(Netani Talei)…フィジー代表33キャップ、2007・2011・2015年W杯3大会出場。
- ジェイミー・ロバーツ(Jamie Roberts)…ウェールズ代表94キャップ、現在はストーマーズに所属。
- ジェームズ・ホーウィル(James Horwill)…オーストラリア代表62キャップ、2011W杯出場。
- ティム・ビッサー(Tim Visser)…スコットランド代表33キャップ、2015年W杯出場。
- カイル・シンクラー(Kyle Sinckler)…イングランド代表38キャップ、現在はブリストル・ベアーズに所属。
- レナルド・ボスマ(Renaldo Bothma)…ナミビア代表17キャップ、2015年W杯出場。
- セミ・クナタニ(Semi Kunatani)…フィジー代表10キャップ、現在はカストル・オランピックに所属。
- クリス・ロブシャー(Chris Robshaw)…イングランド代表66キャップ、現在はサンディエゴ・リージョンに所属。
- ヴェレニキ・ゴネヴァ(Vereniki Goneva)…フィジー代表59キャップ、現在はスタッド・モントワに所属。
- スコット・ボールドウィン(Scott Baldwin)…ウェールズ代表34キャップ、現在はウスター・ウォリアーズに所属。
- マイク・ブラウン(Mike Brown)…イングランド代表72キャップ、現在はニューカッスル・ファルコンズに所属。
- ミケーレ・カンパニャーロ(Michele Campagnaro)…イタリア代表46キャップ、現在はUSコロミエに所属。
- マルティン・ランダホ(Martín Landajo)…アルゼンチン代表84キャップ、現在はUSAペルピニャンに所属。
- テヴィタ・ザヴンバティ(Tevita Cavubati)…フィジー代表30キャップ、現在はUSAペルピニャンに所属。
- ヒュー・ジョーンズ(Huw Jones)…スコットランド代表26キャップ、現在はグラスゴー・ウォリアーズに所属。
- ポール・ラシケ(Paul Lasike)…アメリカ合衆国代表19キャップ、現在はユタ・ウォリアーズに所属。
- トンマーゾ・アラン(Tommaso Allan)…イタリア代表79キャップ、現在はUSAペルピニャンに所属。
- ジョー・マーチャント(Joe Marchant)…イングランド代表15キャップ、現在はスタッド・フランセ・パリに所属。